# Reproductor de DVD

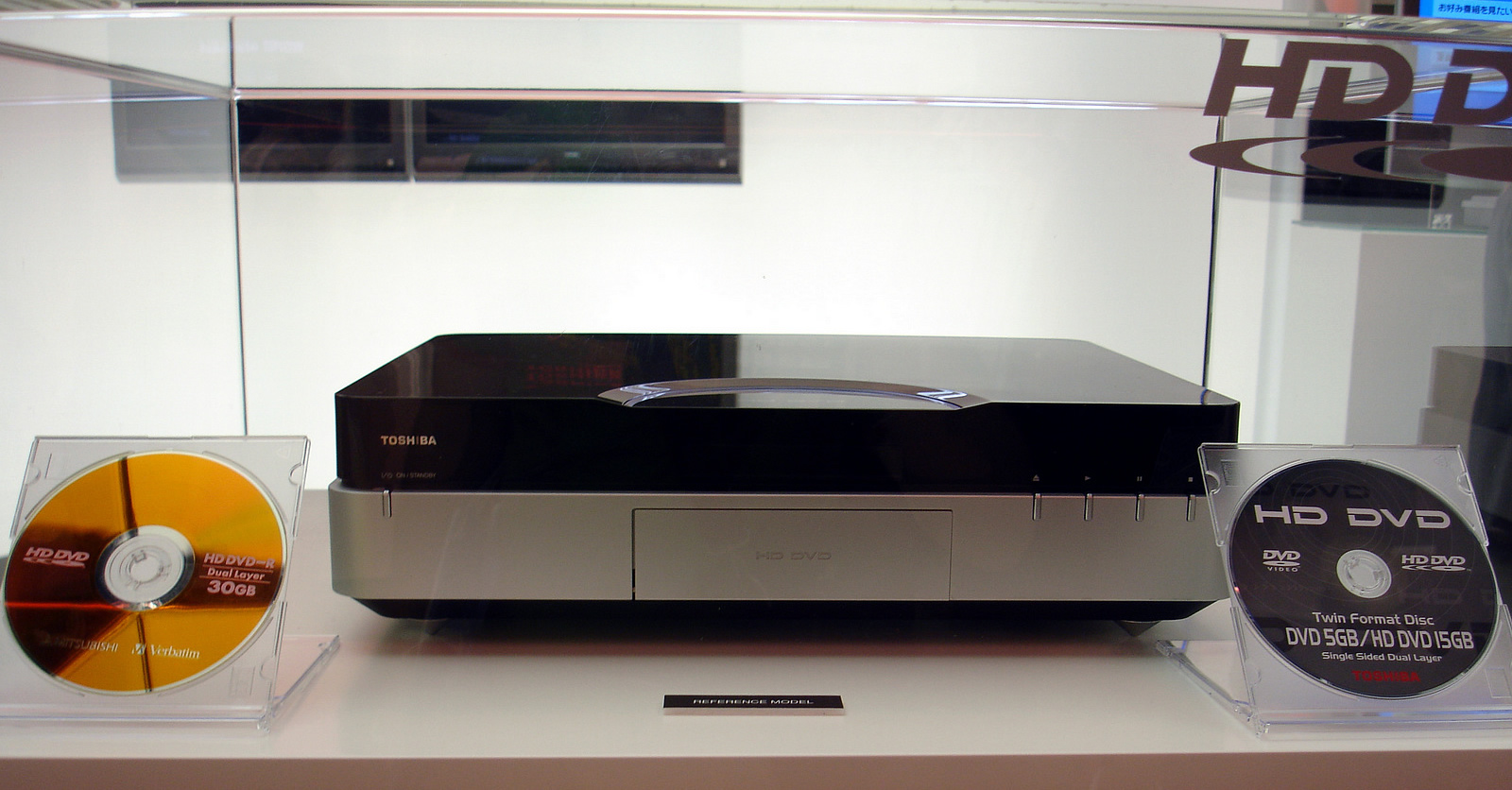
Un reproductor DVD Toshiba HBS A 001

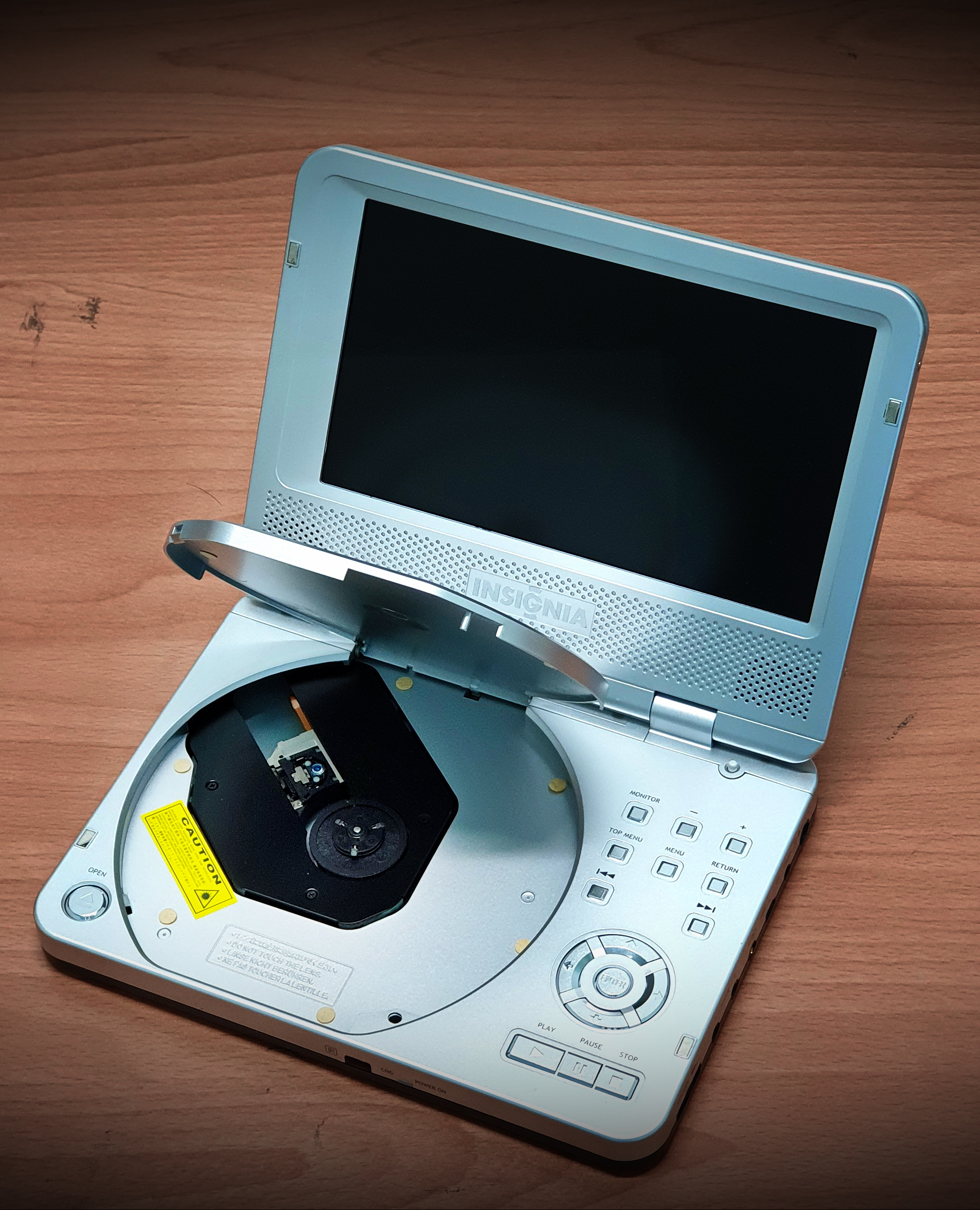
Un reproductor DVD portable.

El reproductor de DVD (en algunos países "toca DVD") es el dispositivo o aparato electrónico utilizado para reproducir discos DVD, CD y Disco Blu-Ray.
La mayoría de los reproductores de DVD tienen que estar conectados a un aparato de salida como el televisor y de manera opcional a un altavoz, una barra de sonido o un amplificador para reproducir una mejor calidad de sonido.
También existe el reproductor portátil, que tiene una pantalla de LED LCD y una batería de ion de litio incorporadas.
Un reproductor de DVD realiza estas funciones:
- Leer un disco DVD en formato UDF versión 2.
- Opcionalmente, descifrar los datos, con CSS y revisar que el código de región del disco corresponda con el asignado con el reproductor.
- Decodificar el flujo de vídeo MPEG-2 con un máximo de 10 Mbit/s (pico) o 8 Mbit/s (continuo).
- Decodificar sonido en formato MPEG, PCM, DTS o AC-3 y salida (con opcional AC-3 a estéreo) en conector estéreo, óptico digital eléctrico o HDMI ARC.
- Dar salida a una señal de vídeo, bien analógica (en formato PAL, SECAM o NTSC) en el conector de video compuesto, los conectores de video por componentes o digital en el conector de salida HDMI.

La mayoría de los reproductores de DVD permiten a los usuarios reproducir audio CD (CDDA, MP3, etc.) y video CD e incluyen un decodificador home cinema (Dolby Digital) y en algunos casos también DTS. Algunos aparatos también reproducen videos en uno o más formatos de compresión como MPEG-2, DivX, Xvid o MP4. La tendencia actual es la incorporación de puertos para la lectura de memorias USB y así reproducir sus contenidos en forma de música, imágenes y videos. En algunos casos incorporan videojuegos simples y la capacidad de copiar los contenidos de los CD de audio a una memoria USB en forma de archivos MP3.

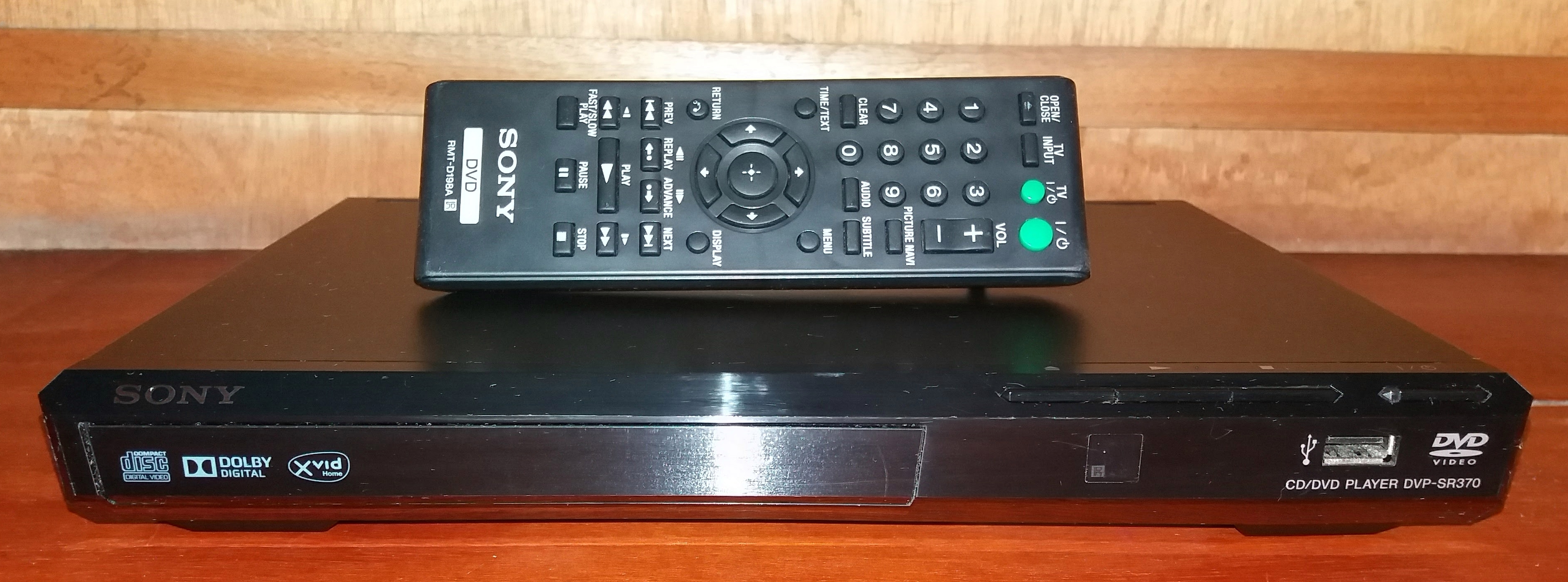
Reproductor de DVD, marca Sony con soporte USB.

En 2023, los precios de venta del dispositivo, dependiendo de sus componentes opcionales (como sonido digital o salida de vídeo) se encuentran entre 20 y 50 dólares.
El mayor fabricante es China; en 2011 este y otros países productores fabricaron más de mil millones de reproductores. Estos productores tienen que pagar cerca de 20 dólares por tasas de licencia a los dueños de la patente de la tecnología DVD (Sony, Philips, Pioneer y LG Electronics). Anteriormente también se debía pagar otra licencia para emplear el decodificador MPEG-2. Sin embargo, sus patentes en la mayor parte del mundo han expirado, siendo solo válidas para Malasia y Filipinas. Para evitar pagar estas tasas, China ha desarrollado el EVD estándar como un posible sucesor del DVD.
El software reproductor de DVD son aplicaciones informáticas que permite ver videos DVD en computadoras con una transmisión DVD-ROM. Igualmente muchas aplicaciones multimedia como VLC media player incluyen la capacidad de reproducir este formato.

## Recomendaciones compra y uso
- Revisar las características de los reproductores para evitar pagar por características innecesarias o carecer de lo necesario.
- Todos los reproductores emplean el sistema de protección contra copias Macrovision, y los equipados con puerto HDMI emplean HDCP. Si son conectados a través de un DVR, decodificador o dispositivo similar no habrá imagen o esta aparecerá de baja calidad o distorsionada.[4][5][6] Para solucionarlo el reproductor debe conectarse directamente al televisor.
- Evitar colocar el reproductor en superficies inclinadas o inestables, o en lugares con exceso de humedad, calor o luz directa del sol. Mantener una ventilación adecuada y evitar cubrir las rejillas del reproductor.
- Al comprar un reproductor con HDMI, preferir uno que incluya el cable para ahorrar el costo de adquirirlo por separado.
- Manejar con cuidado los discos CD y DVD. Colocarlos correctamente en la bandeja o clip y no usar productos abrasivos para limpiarlos. Usar un paño suave y una solución de agua con detergente suave para la limpieza.[7]
- En caso de falla no abrir el reproductor para revisarlo debido a la pérdida de la garantía y el riesgo de descargas eléctricas y exposición a la radiación láser.[8] Llevarlo a un taller para ser revisado y reparado por personal capacitado.